# Encéphalopathie hépatique
 Mise en garde médicale
L'encéphalopathie hépatique est un syndrome neuropsychiatrique complexe secondaire à une insuffisance hépatocellulaire. Elle est caractérisée par des modifications de l’état de conscience et du comportement, des changements de personnalité, des signes neurologiques et des changements à l’électroencéphalogramme (EEG). Il peut être aigu et réversible (insuffisance hépatique aiguë) ou chronique et irréversible.

## Épidémiologie
Elle complique chaque année une cirrhose sur cinq et est associée avec un pronostic altéré.
Elle peut être classée en trois types selon sa cause :
- type A, secondaire à une insuffisance hépatique aiguë ;
- type B, secondaire à un shunt porto-cave[4] (i.e. un court-circuit du système porte hépatique vers la veine cave) ;
- type C, post cirrhotique.

## Pathogenèse
La cause première de l'encéphalopathie hépatique est l'association d'une insuffisance hépatocellulaire et d'un shunt porto-systémique causé par l'hypertension portale.
Une relation certaine existe entre l'encéphalopathie hépatique et l'augmentation de l’ammonium sérique, due à l'accumulation de son précurseur, la glutamine, qui aurait un effet toxique direct sur le cerveau. La glutamine est théoriquement transformée en glutamate et en ammonium puis en urée par le foie. En cas de défaillance de cet organe, le taux sanguin de ces métabolites augmente fortement. Par ailleurs, l'ammonium est également métabolisé dans les cellules musculaires, l'atrophie musculaire pouvant donc aggraver la situation. Un syndrome inflammatoire peut en aggraver les symptômes.
D'autres métabolites comme les mercaptans seraient aussi neurotoxiques. D'autre part, certains neurotransmetteurs dégradés dans le foie, comme le GABA, pourraient se trouver en excès dans le cerveau et participer à l'altération du niveau de vigilance. Enfin, certains arguments plaident en faveur d'un rôle possible du manganèse ; en effet, l'IRM encéphalique montre des images traduisant des dépôts de cet élément dans le globus pallidus.
Le microbiote intestinal pourrait également jouer un rôle.

## Manifestations cliniques
Quatre stades, qui vont de l’euphorie/dépression, confusion modérée et cycles circadiens altérés au coma :
| stade | encéphalopathie hépatique                                | réflexes                        | EEG          |
| ----- | -------------------------------------------------------- | ------------------------------- | ------------ |
| I     | - Confusion - Désorientation                             | - Normaux - Pas d'astérixis     | Normal       |
| II    | - Confusion modérée - Somnolence                         | - Vifs - Astérixis              | Pathologique |
| III   | - Confusion sévère - Dysarthrie, excitation              | - Très vifs, clonus - Astérixis | Pathologique |
| IV    | - Coma : initialement réactif au stimuli - Puis aréactif | - Absent - Pas d'astérixis      | Pathologique |

L'astérixis (Flapping Tremor) consiste en une chute brutale du tonus des extenseurs de la main, avec une fréquence de 3 à 5 hertz et est très caractéristique de l'encéphalopathie hépatique.
Parfois un fœtor hepaticus, odeur douceâtre de l'haleine, rappelant celle de la pomme pourie, est retrouvé chez les patients encéphalopathes.
Une autre classification, dite « de West Haven » repose que sur des critères cliniques, allant du stade I au stade IV (coma).

## Diagnostic
Plusieurs tests psychomoteurs ont été proposés sans que l'un d'entre eux puisse être considéré comme décisif.
L'électroencéphalographie joue un rôle décisif dans le diagnostic en montrant des aspects typiques d'encéphalopathie métabolique, notamment les ondes triphasiques qui sont des éléments facilement identifiables du tracé EEG. À chaque stade clinique correspond un stade électroencéphalographique, les ondes triphasiques définissant le stade III.
L'examen clinique peut retrouver les signes d'une cirrhose hépatique ou de ses conséquences : gros foie, circulation veineuse collatérale abdominale et thoracique, œdèmes…
Le dosage du taux sanguin d'ammonium (ammoniémie) est peu fiable, car non corrélée avec la gravité. La pression partielle de ce gaz pourrait être un meilleur indice d'atteinte.
De principe, un scanner ou une IRM cérébrale devra être faite pour éliminer d'autres causes aux symptômes. Ces examens sont normaux en cas d'encéphalopathie hépatique. On peut toutefois trouver une hyperdensité des ganglions de la base en cas de shunt porto-systémique.

## Facteurs précipitants
- Déshydratation (médecine)
- Infection
- Saignement digestif (amène déshydratation et production d’ammoniaque et d’autres substances nitrogéniques par les bactéries)
- Constipation
- Déséquilibre électrolytique
- Médications qui dépriment SNC (benzodiazépines, narcotiques)
- Ingestion augmentée de protéines
- Installation d'un shunt porto-systémique par voie trans-jugulaire (TIPS)

## Traitement
La prise en charge de l'encéphalopathie hépatique a fait l'objet de la publication de recommandations. Celles de l'American Association for the Study of Liver Diseases et celle de l'European Association for the Study of the Liver datent de 2014.
Dans l'idéal, il faut traiter le facteur déclenchant et faire diminuer le taux d’ammonium sérique.
Le lactulose, un disaccharide non absorbable, favorise l'excrétion de l'ammoniaque dans le tube digestif et son métabolisme par le microbiote digestif. Il n'a pas d'efficacité prouvée en curatif mais garde un intérêt à titre préventif. Le lactitol peut constituer une alternative au lactulose. L'utilisation de probiotiques semble avoir un intérêt en préventif mais pas en curatif.
Une antibiothérapie peut limiter la prolifération bactérienne digestive et la production d'ammoniaque. La rifaximine absorbée par voie orale ne pénètre que peu dans le sang. Elle a une certaine efficacité à titre préventif.
L'intérêt d'un régime pauvre en protides (afin de diminuer la production d'ammonium) n'est pas établi.
La conduite automobile doit être interdite, l'encéphalopathie hépatique, même débutante, augmentant le risque d'accidents de la route.
Le traitement est également celui de la maladie hépatique responsable. En cas de cirrhose, doit être discutée, en absence de contre-indication, une greffe du foie.
D'autres médicaments sont en cours de test et semblent prometteurs : L-ornithine et L-aspartate, acides aminés chainés par exemple.
Pour les patients qui ne tolèrent pas le lactulose ou les autres traitements susmentionnés, le polyéthylène glycol 3350 (PEG 3350), est une alternative efficace. Il peut également agir plus rapidement que les autres traitements, chez les patients présentant une cirrhose aiguë et dont les symptômes d'encéphalopathie hépatique sont sévères.